# Tabanus ochroater
Tabanus ochroater är en tvåvingeart som beskrevs av Schuurmans Stekhoven 1926. Tabanus ochroater ingår i släktet Tabanus och familjen bromsar. Inga underarter finns listade i Catalogue of Life.